# Bibliotheka Kaláka
Bibliotheka Kaláka az első magánkönyvtár Szlovákiában. 1999. szeptember 25-én Érsekújvárott kezdte tevékenységét, 3500 adományozott könyvvel. A könyvtár célja megmenteni a megsemmisítéstől azt az irodalmat, amit az emberek már különböző okok miatt kidobtak volna. Összegyűjteni és az olvasóközönség számára hozzáférhetővé tenni az ajándékozott irodalmat a város lakosainak. Továbbá kiállítások rendezése, óvodások, iskolások látogatása és a könyvtár küldetésének ismertetése. A könyvtárat Strba Sándor és neje, Katalin alapította.

## A könyvtár keletkezése
A nemzetiségi kultúrára és intézményeinek működtetésére az elszakított országrészeken egyre kevesebb állami támogatást adnak. Manapság a könyvekre is egyre kevesebb állami pénz jut. A könyvtár létrehozását az indokolta, hogy a könyvek ára a kereslethez képest viszonylag magas. Az átlagember számára a régebbi kiadványok – főleg a háború előttiek – csak a magángyűjteményekben maradtak meg. Ez kiemelten érvényes a helytörténeti kiadványokra. Közben van olyan folyamat, hogy sok ember szabadulni akar a könyvektől egyrészt helyszűke miatt vagy más okokból kifolyólag. A könyvtár létrehozásával az volt a cél hogy ezek a könyvek ne kerüljenek a hulladékba és, hogy az érdeklődő olvasó e könyvekhez hozzáférjen. 

## A könyvek beszerzése
Könyveket az olvasók adományozzák egész Szlovákia területéről. Szlovák, magyar, német, angol és orosz nyelvű könyvek és folyóiratok kölcsönözhetőek a könyvtárból. Megtalálható itt mind a szépirodalom, mind a szakirodalom. A könyvek száma jelenleg 32 000 kötet, fellelhetők benne 1945 előtt megjelent kötetek is. Az állandó célkitűzés a kortárs magyar irodalom beszerzése.

## A könyvtár eddigi működése
A helyi római katolikus plébánia a restitúció alkalmából visszakapott egyházi iskola épületében helyet biztosított az alakuló könyvtárnak. A könyvtárosi feladatokat Strba Katalin látja el, aki már nyugdíjas. Korábban az Érsekújvári helyi könyvtár dolgozója volt 35 évig és 3 fiókkönyvtár indítását és működését az ő neve fémjelzi. A könyvtár üzemeltetése társadalmi munkában, ingyen történik. Nyitvatartás heti 16 óra. Olvasóinak száma – 1999 szeptember 25-én – meghaladta a 123 főt. A könyvek nyilvántartása elektronikus formában történik. 

### Eddigi rendezvények
- Jótékonysági koncert – a bevételből származó összeg a könyvtár berendezésére fordítva
- Jubileumi jótékonysági koncert – a bevételből származó összeg a könyvtár berendezésére fordítva
- Vallomások szülővárosomról – kiállítás
- Városunk a történelem és az irodalom tükrében – kiállítás
- Érsekújvár a fényképész szemével – kiállítás